# Коммунистическая партия Голландии — Центральный комитет
Коммунистическая партия Голландии — Центральный комитет, КПГ—ЦК (нидерл. Communistische Partij Holland — Centraal Comité, CPH—CC) — коммунистическая партия Нидерландов, созданная в 1926 году сторонниками Давида Вайнкопа, исключенными из официальной Компартии Голландии (КПГ). Иногда называлась по имени её ведущего лидера — КПГ—Вайнкоп (CPH—Wijnkoop). В 1930 году большинство партии воссоединилось с КПГ.

## История и деятельность
В 1925 году несколько лидеров компартии, — Давид Вайнкоп (председатель КПГ), Виллем де Равестайн и Ян Корнелис Сетон, — с левых позиций выступили против руководства Коминтерна. В частности, они поддерживали позицию Льва Троцкого во внутрипартийной борьбе, разворачивавшейся тогда в ВКП(б). Группа, оппозиционная Коминтерну, нашла наибольшую поддержку со стороны Роттердамской ячейки КПГ, влиятельной фигурой в которой был Виллем де Равестайн. В 1925 году Вайнкоп был заменен на посту председателя партии Луисом де Виссером. В мае 1926 года оппозиционные лидеры, а также их сторонники и полностью Роттердамская ячейка, были исключены из КПГ.
В июле 1926 года группа вокруг Вайнкопа начала издавать журнал «De Communistische Gids» (Коммунистическое руководство). 17 октября 1926 года прошла учредительная конференция исключенных из компартии активистов, на которой была учреждена Коммунистическая партия Голландии — Центральный комитет. Выбор такого названия был связан с тем, что её сторонники считали себя единственным истинным продолжателем традиций Коммунистической партии Голландии. Председателем партии был избран Ян Хогскарспел.
В 1927 году КПГ—ЦК принимала участие в муниципальных выборах. По их итогам партия получила 2 места в муниципальном совете Амстердама (14 446 голосов), Роттердама и Опстерланда, 3 места — в советах Схотерланда (муниципалитет, существовавший до 1934 года), Беерта и Финстервольде. К концу 1920-х годов КПГ—ЦК имеет достаточное большое количество приверженцев во многих крупных городах, в частности, Амстердаме и Роттердаме. В Гронингене число её сторонников превышает число сторонников официальной компартии.
В 1929 году партия участвовала во всеобщих выборах, получив по их итогам 1 парламентское кресло. Всего по стране она получила поддержку 0,88 % избирателей. Наибольших результатов партия добилась в Роттердаме (3,8 %), Амстердаме (2,43 %), Гронингене (1,48 %) и Леувардене (1,07 %). Депутатом парламента от КПГ—ЦК стал Давид Вайнкоп.

## Воссоединение с официальной компартией
Среди лидеров КПГ — ЦК существовали разные мнения относительно взаимодействия с Коминтерном. Давид Вайнкоп считал, что необходимо стремиться к признанию КПГ—ЦК со стороны Коминтерна. Виллем де Равестайн, в свою очередь, считал, что партия должна придерживаться независимого курса. Однако уход Равестайна из активной политической жизни в 1927 году ослабил позиции сторонников независимой линии в КПГ—ЦК.
Проходивший в 1928 году съезд Коминтерна призвал членов КПГ—ЦК распустить партию и вернуться в компартию Голландии. В марте 1930 года состоялась партийная конференция, на которой было принято решение о воссоединении с КПГ. В начале июля 1930 года КПГ—ЦК была распущена. Большинство её членов присоединились к официальной голландской компартии. Некоторые лидеры партии, такие как, например, Ян Корнелис Сетон, отказались возвращаться к КПГ.